# Amblard
Amblard fou abat del monestir Sant Quirze de Colera entre almenys 1012 i 1019. Es tenen dues notícies seves, la primera és sobre un judici en la qual va ser part com a abat del monestir. Aquest va tenir lloc davant l'església de Sant Martí de Peralada i l'abat al·legava que el vescomte de Rocabertí, Dalmau, havia usurpat el vilar d'Abellars a Cantallops. El judici va ser favorable als interessos del monestir.
L'altra dada que tenim sobre ell és de 1019 quan és un dels presents en l'acta de fundació o de reforma de la canònica de la catedral de Girona.